# Hydrellia deceptor
Hydrellia deceptor är en tvåvingeart som beskrevs av Deonier 1971. Hydrellia deceptor ingår i släktet Hydrellia och familjen vattenflugor.
Artens utbredningsområde är Kalifornien. Inga underarter finns listade i Catalogue of Life.